# NGC 6652
NGC 6652 је збијено звездано јато у сазвежђу Стрелац које се налази на NGC листи објеката дубоког неба.
Деклинација објекта је - 32° 59' 23" а ректасцензија 18h 35m 45,7s. Привидна величина (магнитуда) објекта NGC 6652 износи 8,5. NGC 6652 је још познат и под ознакама GCL 98, ESO 395-SC11.